# Ligidium formosanum
Ligidium formosanum är en kräftdjursart som beskrevs av Wang och Kae Kyoung Kwon 1993. Ligidium formosanum ingår i släktet Ligidium och familjen gisselgråsuggor. Inga underarter finns listade i Catalogue of Life.